# Grayingham
Grayingham är en ort och civil parish i Storbritannien.   Den ligger i grevskapet Lincolnshire och riksdelen England, i den sydöstra delen av landet, 220 km norr om huvudstaden London. Grayingham ligger 39 meter över havet och antalet invånare är 117.
Terrängen runt Grayingham är platt. Runt Grayingham är det ganska tätbefolkat, med 70 invånare per kvadratkilometer. Närmaste större samhälle är Scunthorpe, 14,3 km norr om Grayingham. Trakten runt Grayingham består till största delen av jordbruksmark.